# Покровський район (Владимирська область)
Покро́вський район (рос. Покровский район) — колишня адміністративна одиниця третього порядку у складі Владимирської області РРФСР, яка існувала у період 1945-1960 років.

## Історія
Покровський район був утворений 26 березня 1945 року із частин Кіржацького та Петушинського районів Владимирської області, частини Оріхово-Зуєвського району Московської області. Зі складу Кіржацького району виділено 5 сільрад (Барсковська, Желудьєвська, Ірошніковська, Лачузька, Овчининська), зі складу Петушинського району — місто Покров та 8 сільрад (Глибоковська, Жаровська, Івановська, Кіржацька, Костинська, Марковська, Перновська, Слободська), зі складу Оріхово-Зуєвського району — смт Городищі.
1954 року відбулись зміни в адміністративному устрої району:
- Перновська та Слободська сільради увійшли до складу Івановської сільради
- Жарновська сільрада увійшла до складу Костинської сільради
- Барсковська, Желудьєвська та Овчининська сільради утворили Панфіловську сільраду

1959 року Кіржацька сільрада увійшла до складу Івановської сільради.
Покровський район був ліквідований 3 травня 1960 року, територія увійшла до складу Петушинського району.

## Населення
Населення району складало 23430 осіб (1959).

## Адміністративний поділ
Станом на 1960 рік до складу району входили 7 сільрад: Глибоковська, Івановська, Ірошніковська, Костинська, Лачузька, Марковська, Панфіловська.